# V391 Pegasi
V391 Pegasi (GSC 02212-01369 / HS 2201+2610) és una subnana de la constel·lació del Pegàs. La seva magnitud aparent és +14,57 i s'hi troba a uns 4.570 anys llum del sistema solar. El 2007 es va anunciar el descobriment d'un planeta extrasolar al voltant d'aquest estel, V391 Pegasi b.
V391 Pegasi és una subnana blava calenta, un estel extrem de la branca horitzontal. Les subnanes calentes representen una etapa tardana en l'evolució estel·lar d'alguns estels, on una gegant vermella perd les seves capes exteriors d'hidrogen abans que en el seu nucli comenci la fusió de l'heli. Amb una massa la meitat de la massa solar, V391 Pegasi té un radi del 23% del radi solar i una lluminositat 35 vegades major que la del Sol. La seva temperatura efectiva aconsegueix els 29.300 K. És un estel antic, amb una edat estimada igual o superior a 10 000 milions d'anys.
V391 Pegasi és una estrella variable polsant, amb 4 o 5 diferents períodes de pulsació entre 342 i 354 segons. Les dues majors amplituds són d'un 1 % i d'un 0,4 %.

## Sistema planetari
El 2007 es va descobrir un planeta jovià, denominat V391 Pegasi b, la massa del qual és almenys 3,7 vegades major que la de Júpiter. A una distància d'1,7 ua de l'estel, completa una òrbita cada 3,2 anys.
La major part dels planetes extrasolars descoberts orbiten al voltant d'estels de la seqüència principal semblants al Sol. Quan aquests estels esgoten el seu combustible d'hidrogen, s'expandeixen transformant-se en gegants vermelles, etapa que pot modificar les òrbites dels planetes i submergir els planetes interiors dins del mateix estel. Això els succeirà als planetes del sistema solar dins d'uns 5.000 milions d'anys.

El radi màxim de la gegant vermella precursora de V391 Pegasi va poder haver aconseguit les 0,7 ua, estimant-se que la distància orbital del planeta durant la fase de seqüència principal de l'estel era d'aproximadament 1 ua. Aquest descobriment demostra que planetes amb distàncies orbitals inferiors a 2 ua poden sobreviure a la fase de gegant vermella dels seus estels parentals.
| Company (En ordre des de l'estrella) | Massa (MJ)  | Període Orbital (dies) | Eix semimajor (AU) | Excentricitat |
| ------------------------------------ | ----------- | ---------------------- | ------------------ | ------------- |
| V391 Pegasi b                        | > 3,2 ± 0,7 | 1170 ± 44              | 1,7 ± 0,1          | 0,0           |